# Ворона (притока Вовчої)
Ворона́ — річка в Україні, ліва притока Вовчої (басейн Самари). Протікає на заході Донецької області (Волноваський район) та сході Дніпропетровської (Синельниківський район).
Гирло річки біля села Орестопіль навпроти Великомихайлівки.

## Притоки
- Балка Солона, Берестова, Балка Широка (праві); Балка Капустяна,Балка Тернівка (ліві).